# Вулиця 200-річчя Тараса Шевченка
Вулиця Соборності   — одна з центральних вулиць міста Шепетівка Хмельницької області, Україна.

## Опис
Вулиця неширока. Починається від вулиці Героїв Небесної Сотні, проходить на захід, перетинається з проспектом Миру, вулицею Валі Котика і впирається у вулицю Некрасова.

## Історія
До 2016 року — вулиця Островського.
У 2016 - 2023 р.р. - 200-річчя Шевченка (неофіційно)
З 2023 р. - Вулиця Соборонсті

## Об'єкти
Серед важливих об'єктів міської інфраструктури Шепетівки на вулиці 200-річчя Тараса Шевченка розташовані:
- Музей пропаганди (буд. № 2);
- Шепетівська міська рада (буд. № 4);
- Шепетівська загальноосвітня школа І-ІІІ ступенів № 1 (буд. № 3).

## Галерея

Шепетівська міська рада
Музей пропаганди
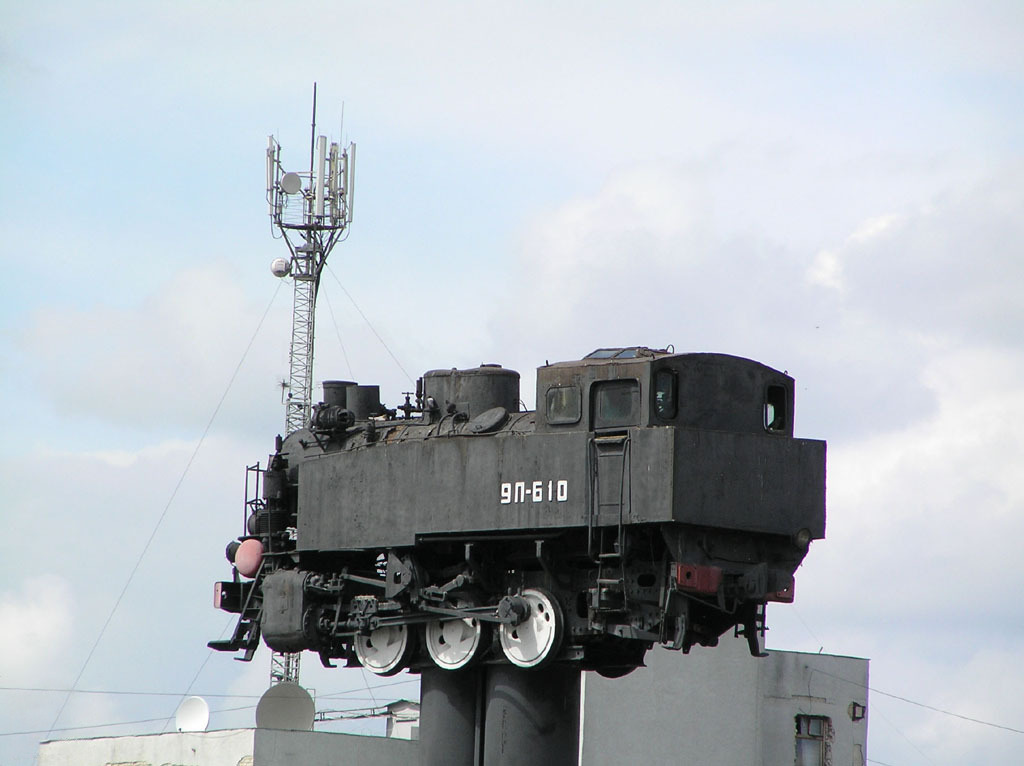
Пам'ятник паровозу 9П-610 біля музею

| Шепетівка | Це незавершена стаття про Шепетівку. Ви можете допомогти проєкту, виправивши або дописавши її. |